# Pikuzy
Pikuzy (en ucraniano: Пікузи) o Kominternovo (en ruso: Коминте́рново) es un poblado en el óblast de Donetsk, Ucrania, ubicado a unos 23 km al ENE de Mariupol y a aproximadamente la misma distancia al ONO de Novoazovsk.  Desde 2014 está bajo control de la autoproclamada República Popular de Donetsk.
Según el censo de 2001, la lengua materna de los habitantes era: ruso 69,14%, ucraniano 30,20% y búlgaro 0,33%.